# 馬爾格呂布勒山
47°12′02″N 11°35′18″E / 47.200434°N 11.588347°E
馬爾格呂布勒山（德語：Malgrübler），是奧地利的山峰，位於該國西部，由蒂羅爾州負責管轄，屬於圖克斯山的一部分，距離羅森約赫山4.1公里，海拔高度2,749米，每年平均降雨量1,806毫米。